# Gabriel Cifre Borràs
Gabriel Cifre Borràs   (Palma, 24 de febrer de 1894 - Palma, 24 de març de 1993) va ser un obrer dels tallers de la companyia naviliera Isleña Marítima (actual Trasmediterránea) de Palma (Illes Balears).
Cifre va arribar a la Isleña Marítima l'any 1920. Aquell mateix any va organitzar amb uns quants treballadors de l'empresa un modest conjunt de futbol: el Mecànic FC, un dels primers equips de base obrera de Mallorca. No va arribar a tenir la categoria de president, ja que el conjunt mai no estigué prou organitzat; però sí que va ser el seu principal impulsor i organitzador (i potser també entrenador), sense arribar a participar com a jugador.
L'equip va fusionar-se a finals de 1920 amb un altre conjunt obrer, el Mallorca FC, per formar el Balears FC. Llavors Cifre va quedar relegat a una segona línia com a delegat del segon equip i des de 1924 aproximadament va deslligar-se totalment del club. Actualment el club segueix existint amb el nom de Club Esportiu Atlètic Balears.
Quaranta anys després dels fets va concedir una entrevista a la revista Fiesta Deportiva, on deixava constància del seu testimoni.